# Vote de confiance
Dans un régime de démocratie parlementaire, le vote de confiance est un vote d'un parlement par lequel les députés décident d'accorder ou non leur confiance au gouvernement en place. Le vote est souvent positif, les gouvernements en place ayant le plus souvent la majorité au parlement. Il est demandé par le gouvernement. 

## En Allemagne
Selon l'article 68 de la Loi fondamentale allemande, La chambre basse du parlement allemand, le Bundestag, ne dispose que d'une possibilité de « vote de défiance constructif » (Konstruktives Misstrauensvotum), c'est-à-dire en élisant un autre chancelier à la majorité absolue. Néanmoins, le chancelier a toujours le droit de poser une question de confiance. Si le Bundestag refuse la confiance au chancelier, le président fédéral peut le dissoudre, sur proposition du chancelier, dans les 21 jours, dans la mesure où le Bundestag n'a pas élu un autre chancelier entretemps. Ce mécanisme a été utilisé plusieurs fois par un chancelier disposant en fait d'une majorité pour provoquer de nouvelles élections. 

## Parlements d'inspiration britannique
Dans les pays de tradition parlementaire britannique, comme le Royaume-Uni,  le Canada, l'Australie ou la Nouvelle-Zélande, le vote de confiance peut être invoqué par une motion ou un amendement de l'opposition, ou lors de l'adoption d'un projet de loi à portée financière, comme le budget. Après un débat, la question est mise aux voix. En cas de réponse négative, le gouvernement doit remettre sa démission, le parlement est dissous et une élection générale anticipée est organisée dans les plus brefs délais.

### Au Canada
Deux votes de confiance ont eu lieu à la Chambre des communes du Canada en 2005. Le premier, en mai 2005, portait sur le budget. Le gouvernement minoritaire du Parti libéral du Canada a conservé la confiance de la chambre en s'alliant de façon ponctuelle avec le Nouveau Parti démocratique et en nommant une députée conservatrice au Cabinet.
Le second, survenu le 28 novembre 2005, était une motion de censure présentée par les trois partis d'opposition. Adoptée par 171 voix contre 133, la motion a forcé le premier ministre Paul Martin à présenter la démission de son gouvernement et à demander la dissolution du parlement et le déclenchement d'une élection générale, tenue le 23 janvier 2006.

## En Espagne
L'article 112 de la Constitution de 1978 prévoit que le président du gouvernement peut poser une question de confiance au Congrès des députés, sur son programme ou une déclaration de politique générale, après autorisation du Conseil des ministres. L'article 174 du règlement du Congrès prévoit que le débat est organisé comme pour l'investiture du président du gouvernement. À l'issue de celui-ci, un vote est organisé, la confiance étant octroyée ou retirée à la majorité simple.

## En France

### Quatrième République
Selon la constitution du 27 octobre 1946, « Au début de chaque législature, le président de la République, après les consultations d’usage, désigne le président du Conseil. Celui-ci soumet à l’Assemblée nationale le programme et la politique du cabinet qu’il se propose de constituer. Le président du Conseil et les ministres ne peuvent être nommés qu’après que le président du Conseil a été investi de la confiance de l’Assemblée au scrutin public et à la majorité absolue des députés, sauf cas de force majeure empêchant la réunion de l'Assemblée nationale. ».
De plus, « La question de confiance ne peut être posée qu’après délibération du Conseil des ministres ; elle ne peut l’être que par le président du Conseil. Le vote sur la question de confiance ne peut intervenir qu’un jour franc après qu’elle a été posée devant l’Assemblée. Il a lieu au scrutin public. La confiance ne peut être refusée au cabinet qu’à la majorité simple des députés à l'Assemblée. Ce refus entraîne la démission collective du cabinet. ».

### Cinquième République
Selon la constitution du 4 octobre 1958, le Premier ministre a la faculté d’« engager devant l'Assemblée nationale la responsabilité du Gouvernement sur son programme » (article 49 alinéa 1 de la Constitution). Si l’Assemblée nationale désapprouve le programme, le gouvernement est automatiquement contraint à donner sa démission selon les modalités de l'article 50 de la Constitution. 
Lors de l’entrée en fonction d’un nouveau gouvernement, le Premier ministre expose traditionnellement devant les députés une déclaration de politique générale. Bien que l’engagement de responsabilité ne soit pas obligatoire, la plupart des gouvernements nouvellement nommés y ont recours.
Sous la Ve République, plusieurs Premiers ministres s’y sont refusés : Georges Pompidou (1966-1967), Maurice Couve de Murville (1968-1969), Pierre Messmer (1972), Raymond Barre (1976), Michel Rocard (1988-1991), Édith Cresson (1991-1992), Pierre Bérégovoy (1992-1993), Élisabeth Borne (2022-2024), Gabriel Attal (2024), Michel Barnier (2024), François Bayrou (2024). Michel Rocard, Élisabeth Borne, Gabriel Attal, Michel Barnier et François Bayrou s’y sont soustraits car ils ne disposaient pas d’une majorité absolue à l’Assemblée nationale.
Si le Premier ministre ne se soumet pas au vote de confiance des parlementaires, les députés peuvent déposer une motion de censure.
Le Premier ministre a aussi la faculté de « demander au Sénat l'approbation d'une déclaration de politique générale » (article 49 alinéa 4 de la Constitution).

## En Italie
En Italie, les conditions des motions de confiance et de censure sont régies par la Constitution. La question de confiance, où le gouvernement demande à la Chambre d'approuver sans modifier son texte, est le résultat d'une tradition de la fin du XIXe siècle et est de plus en plus utilisé pour accélérer la procédure législative; il ne concerne pas les règles de modification de la Constitution.